# Colibrí fada coronat
El colibrí fada coronat (Heliothryx barroti) és una espècie d'ocell de la família dels troquílids (Trochilidae) que habita la selva humida i bosc obert, a les terres baixes i turons del vessant del Golf de Mèxic a Tabasco, Guatemala, Belize, Hondures i Nicaragua, ambdues vessants de Costa Rica i Panamà, i des de l'oest i nord de Colòmbia cap al sud fins al sud-oest de l'Equador.